# Rodd vid olympiska sommarspelen 1908

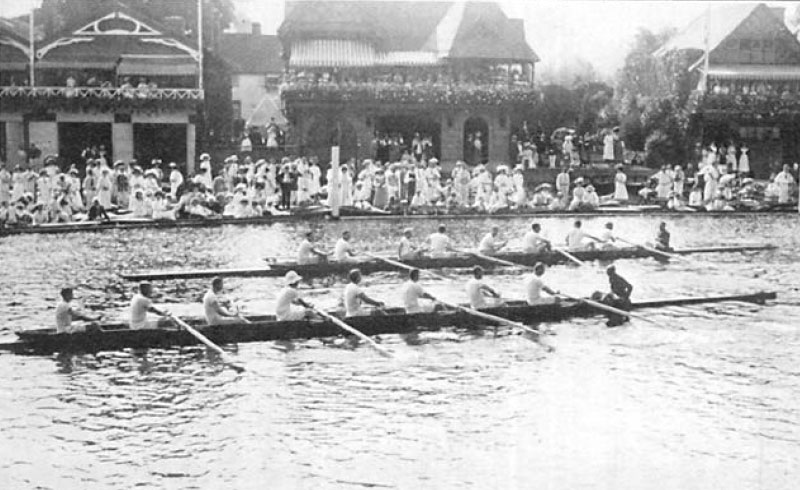
En roddtävling från OS 1908.

Vid olympiska sommarspelen 1908 avgjordes fyra grenar i rodd och tävlingarna hölls mellan 28 och 31 juli 1908 i Henley-on-Thames. Antalet deltagare var 81 tävlande från 8 länder.

## Medaljfördelning
| Pl. | Nation         | Guld | Silver | Brons | Totalt |
| --- | -------------- | ---- | ------ | ----- | ------ |
| 1   | Storbritannien | 4    | 3      | 1     | 8      |
| 2   | Belgien        | 0    | 1      | 0     | 1      |
| 3   | Kanada         | 0    | 0      | 3     | 3      |
| 4   | Tyskland       | 0    | 0      | 2     | 2      |
| 5   | Ungern         | 0    | 0      | 1     | 1      |
| 5   | Nederländerna  | 0    | 0      | 1     | 1      |

## Medaljörer

### Herrar
| Gren                          | Guld | Silver | Brons |
| Singelsculler Detaljer...     | Harry Blackstaffe · Storbritannien | Alexander McCulloch · Storbritannien | Bernhard von Gaza · Tyskland Károly Levitzky · Ungern |
| Tvåa utan styrman Detaljer... | Storbritannien · John Fenning · Gordon Thomson | Storbritannien · George Fairbairn · Philip Verdon | Kanada · Frederick Toms · Norway Jackes Tyskland · Martin Stahnke · Willy Düskow |
| Fyra utan styrman Detaljer... | Storbritannien · Collier Cudmore · James Angus Gillan · Duncan Mackinnon · John Somers-Smith                                                                                                 | Storbritannien · Philip Filleul · Harold Barker · John Fenning · Gordon Thomson                                                                                        | Kanada · Gordon Balfour · Becher Gale · Charles Riddy · Geoffrey Taylor Nederländerna · Hermannus Höfte · Albertus Wielsma · Johan Burk · Bernardus Croon |
| Åtta med styrman Detaljer...  | Storbritannien · Albert Gladstone · Frederick Kelly · Banner Johnstone · Guy Nickalls · Charles Burnell · Ronald Sanderson · Raymond Etherington-Smith · Henry Bucknall · Gilchrist Maclagan | Belgien · Oscar Taelman · Marcel Morimont · Rémy Orban · Georges Mys · François Vergucht · Polydore Veirman · Oscar de Somville · Rodolphe Poma · Alfred van Landeghem | Kanada · Irvine Robertson · Joseph Wright · Julius Thomson · Walter Lewis · Gordon Balfour · Becher Gale · Charles Riddy · Geoffrey Taylor · Douglas Kertland Storbritannien · Frank Jerwood · Eric Powell · Oswald Carver · Edward Williams · Henry Goldsmith · Harold Kitching · John Burn · Douglas Stuart · Richard Boyle |

## Deltagande nationer
Totalt deltog 81 roddare från 8 länder vid de olympiska spelen 1908 i London.
| |  |  |
| - Belgien (10) - Italien (1) - Kanada (13) - Nederländerna (4) - Norge (9) - Storbritannien (30) - Tyskland (3) - Ungern (11) |  |  |